# Laia Aubert i Torrents
Laia Aubert Torrents (Sant Quirze de Besora, Osona, 10 de maig de 1986) és una esquiadora i entrenadora catalana, especialitzada en esquí de fons. Membre del Club d'Esquí de Fons Urgellet-Cerdanya, en categoria júnior, va aconseguir una medalla de bronze al Campionat d'Europa de 2004. En categoria absoluta, va aconseguir dos campionats d'Espanya el 2006 i va ser campiona absoluta de Catalunya d'esquí de fons la temporada 2004-05. Internacional amb la selecció espanyola, va participar en dues proves als Jocs Olímpics d'hivern de Torí de 2006. Actualment forma part del cos tècnic del Club d'Esquí Nòrdic l'Arp (CENA).

## Palmarès
- 1 Campionat d'Espanya d'esquí de fons en 5 km clàssic: 2006
- 1 Campionat d'Espanya d'esquí de fons en 2x5 km persecució lliure: 2006
- 1 Campionat de Catalunya d'esquí nòrdic: 2014